# Uleastrum paraguense
Uleastrum paraguense är en bladmossart som beskrevs av William Russell Buck 1985. Uleastrum paraguense ingår i släktet Uleastrum och familjen Orthotrichaceae. Inga underarter finns listade i Catalogue of Life.